# Tunel Letenski
Tunel Letenski (czeski: Letenský tunel) – tunel drogowy w Pradze, pod wzgórzem Letná. Otwarty został 26 września 1953, choć jego budowa planowana była jeszcze przed wojną.
Tunel ma długość 423,3 m i składa się z jednej rury, która jest wygięta w literę "S". Różnica poziomów pomiędzy wlotami do tunelu wynosi 33 metry.